# Kaisitz
Kaisitz ist ein Ortsteil der sächsischen Gemeinde Käbschütztal im Landkreis Meißen.

## Geographie
Kaisitz liegt westlich der Kreisstadt Meißen an der Kreisstraße 8074 zwischen Leutewitz und Mohlis. Eine Straße zweigt im Ort nach Stroischen ab. Kaisitz liegt an einem kleinen Bachlauf und verfügt über eine Bushaltestelle. Am Bach verläuft ein Wanderweg, über den der Nachbarort Tronitz zu erreichen ist. Nachbarorte von Kaisitz sind im Norden Tronitz und Mohlis, im Osten Mehren, im Süden Stroischen und im Westen Leutewitz. Alle umliegenden Orte sind Ortsteile der Gemeinde Käbschütztal.

## Geschichte
Der Bauernweiler wurde erstmals 1245 als Quaskewicz urkundlich erwähnt. Der Ort gehörte 1378 zum „Castrum Meißen“, das sich in der Markgrafschaft Meißen befand. Die Grundherrschaft übten die Herren von Schieritz (heute Ortsteil der Gemeinde Diera-Zehren) aus. Ab Mitte des 16. Jahrhunderts wird eine Zugehörigkeit zum Erbamt und später zum Amt Meißen angegeben. Ab 1875 war der Ort zur Amtshauptmannschaft Meißen im Königreich Sachsen und später in der Weimarer Republik gehörig.
Die Ortsgemarkung hatte 1900 eine Größe von 141 Hektar. Als Flurform ist die Blockflur vertreten. Kaisitz war ins Kloster St. Afra in Meißen gepfarrt und gehört heute zur dortigen Kirchgemeinde. Am 1. November 1935 wurde aus mehreren Gemeinden, darunter Kaisitz, die Gemeinde Kagen gebildet, die nach dem Zweiten Weltkrieg Teil der Sowjetischen Besatzungszone und später der DDR wurde. Die 1939 in Landkreise umbenannten Amtshauptmannschaften wurden im Zuge der Kreisreform 1952 aufgelöst und durch Kreise ersetzt. Kaisitz wurde dem Kreis Meißen zugeschlagen, der sich im Bezirk Dresden befand. Es folgten ab dem 1. Januar 1969 zwei Neugliederungen im Käbschütztal. Zuerst schloss sich Kagen mit der Gemeinde Jahna und ihren Ortsteilen zu Jahna-Kagen zusammen. Diese Gemeinde vereinigte sich zum 1. März 1974 mit Löthain zu Jahna-Löthain.
Nach Wende und Wiedervereinigung kam Kaisitz zum neugegründeten Freistaat Sachsen und blieb im Landkreis Meißen. Zur Kreisreform 1994 wurde der Landkreis Meißen-Radebeul (ab 1996 Landkreis Meißen) aus dem alten Gebiet des Kreises Meißen und Teilen des Kreises Dresden-Land gebildet, dem Kaisitz bis 2008 angehörte. Ebenfalls 1994 vereinigten sich Jahna-Löthain, Krögis und Planitz-Deila zur neuen Großgemeinde Käbschütztal mit 37 Ortsteilen. Diese Gemeinde ist seit dem 1. August 2008 Teil des in der Kreisreform Sachsen 2008 aus Landkreis Meißen und Landkreis Riesa-Großenhain gebildeten dritten Landkreises Meißen.
In Kaisitz ist ein 1810 errichtetes Wohnstallhaus mit einem 1906 angebauten Wirtschaftsgebäude vom sächsischen Innenministerium in die Kulturdenkmalliste für Käbschütztal aufgenommen worden.

### Entwicklung der Einwohnerzahl
| Jahr | Einwohnerzahl                 |
| ---- | ----------------------------- |
| 1551 | 5 besessene Mann, 11 Inwohner |
| 1764 | 5 besessene Mann, 1 Häusler   |
| 1834 | 53                            |
| 1871 | 71                            |
| 1890 | 74                            |
| 1910 | 91                            |
| 1925 | 91                            |